# Phyllodoce lineata
Phyllodoce lineata är en ringmaskart som först beskrevs av Jean Louis René Antoine Édouard Claparède 1870.  Phyllodoce lineata ingår i släktet Phyllodoce och familjen Phyllodocidae. Arten är reproducerande i Sverige. Utöver nominatformen finns också underarten P. l. tosaensis.